# Polyrhachis chaita
Polyrhachis chaita is een mierensoort uit de onderfamilie van de schubmieren (Formicinae). De wetenschappelijke naam van de soort is voor het eerst geldig gepubliceerd in 2008 door Kohout.